# Elisabeth Haseloff
Elisabeth Haseloff (* 30. Juni 1914 in Rom; † 29. November 1974 in Hamburg) war eine deutsche Pastorin in Lübeck. Sie war die erste Frau, die in Deutschland als evangelisch-lutherische Pastorin im Sinne des Gesetzes tätig war.

## Leben
Elisabeth Haseloff wurde in Rom als Tochter des Kunsthistorikers Arthur Haseloff und der Malerin Ada Haseloff-Preyer geboren; sie war auch die Schwester von Günther Haseloff. Ihre Schulzeit verbrachte sie in Kiel, wo sie 1934 das Abitur ablegte. Im folgenden Jahr schloss sie sich der Bekennenden Kirche an und studierte evangelische Theologie in Tübingen, Erlangen und Kiel. Das erste theologische Examen legte sie 1939 ab; das zweite folgte 1941. Sie war die erste Frau mit diesem Examen in der schleswig-holsteinischen Landeskirche.
Elisabeth Haseloff wurde anschließend als Pfarrvikarin ordiniert. Sie war in dieser Funktion in Büdelsdorf tätig, damals dritter Pfarrbezirk der Gemeinde Rendsburg. Mit dem ersten und zweiten theologischen Examen hatte sie die Qualifikation für das Pastorenamt, doch wurde sie nur als Pfarrvikarin beschäftigt und entsprechend geringer bezahlt. 1943 wurde sie in Münster mit der Dissertation Die Christologie der neutestamentlichen Abendmahlstexte promoviert.
Nach Ende des Zweiten Weltkriegs kehrten evangelisch-lutherische Geistliche aus Kriegsdienst und Gefangenschaft in ihre Ämter zurück. Elisabeth Haseloff lief Gefahr, aus dem Amt gedrängt zu werden. Sie wurde jedoch vom Kirchenvorstand ihrer Gemeinde unterstützt und blieb als Pfarrvikarin in Büdelsdorf (ab Dezember 1945 eigenständige Gemeinde) tätig. 
Erst mit dem westdeutschen Gesetz zur Gleichberechtigung von Mann und Frau, das am 1. Juli 1958 in Kraft trat, wurde Frauen in Deutschland der Weg zum Pastorinnenberuf nach und nach von den Landeskirchen eröffnet, wenn auch zunächst nur, soweit sie ledig waren. Die Evangelisch-lutherische Kirche in Lübeck verabschiedete zum 1. September 1958 ein Kirchengesetz, das die Errichtung einer Planstelle für die übergemeindliche Frauenarbeit ermöglichte. Sie sollte mit einer unverheirateten Theologin besetzt werden. Elisabeth Haseloff erhielt diese Planstelle. Sie war außerdem für den dritten Gemeindebezirk von St. Matthäi in Lübeck-St. Lorenz zuständig: Pfingsten 1959 wurde sie als erste ordinierte Pastorin in der lutherischen Kirche überhaupt in ihr Amt eingeführt.
Die Besetzung einer Pastorenstelle mit einer Frau erregte bundesweit Aufsehen, was die Landeskirche zur Feststellung veranlasste, dass dies keineswegs grundsätzlich geschehen solle.
1958 wurde Elisabeth Haseloff auch in die Synode gewählt; von 1959 bis zu ihrem Tod 1974 leitete sie das Evangelische Frauenwerk in Lübeck. 1970 wählte die Synode der Nordelbischen Kirche sie zur Vizepräsidentin.
Sie gab mit anderen Theologinnen die Zeitschrift Die Theologin sowie den Rundbrief des Konvents Evangelischer Theologinnen in der Bundesrepublik Deutschland heraus. Zusammen mit Christine Bourbeck und Marianne Timm verfasste sie für den Konvent Gutachten, in dem die Gleichberechtigung von Frauen als Pastorinnen gefordert wurde. Diese durften ihr Amt nur bis zur Verheiratung ausüben. Die Gutachten wurden unter dem Titel „Die Theologin im Dienst der evangelischen Kirche“ in einer Sondernummer der Zeitschrift Die Theologin im März 1963 veröffentlicht.
Elisabeth Haseloff starb 1974 an den Folgen eines Unfalls im Eppendorfer Krankenhaus.
Sie war auf dem Wege zu einer Sitzung der Nordelbischen Synode in Winterhude beim Überqueren eines Fußgängerüberweges von einem Auto erfasst und schwer verletzt worden.

## Ehrungen
1993 wurde Leben und Werk von Elisabeth Haseloff zur 850-Jahr-Feier Lübecks mit der Ausstellung „Das Weib schweigt nicht mehr“ – wie das Amt der Theologin Wirklichkeit wird gewürdigt. 
Die Hansestadt Lübeck ehrte Elisabeth Haseloff 2005 im Rahmen der Ausstellung Frauen in der Lübecker Geschichte, deren Schirmherrschaft Bärbel Wartenberg-Potter, Bischöfin für den Sprengel Holstein-Lübeck, innehatte; sie war als dritte Bischöfin in Deutschland als evangelisch-lutherische Theologin eine weitere Pionierin. 
Die Stadt Lübeck benannte nach Elisabeth Haseloff eine Straße in Lübeck-St. Jürgen. 
Das Evangelische Frauenwerk erinnerte 2014 aus Anlass von Haseloffs 100. Geburtstag mit einem Abendmahlsgottesdienst unter dem Titel „Frauen auf dem Weg“ in St. Petri in Lübeck an die Pastorin.
2015 wurde in Lübeck die Elisabeth-Haseloff-Stiftung gegründet, die schwangere Frauen in Notlagen finanziell unterstützt.
Seit 2023 trägt eine Lübecker Grundschule, die ehemalige Brockesschule in Lübeck-St. Lorenz in der Nähe ihrer Predigtstätte, den Namen Elisabeth-Haseloff-Schule.